# Tiaprid
A tiaprid a benzamid csoportba tartozó atípusosnak tekinthető antipszichotikum (neuroleptikum).

## Hatásmechanizmus
Az adenil-cikláz-dependens D2 dopamin receptor szelektív antagonistája, részben a D3 receptorokon fejti ki hatását, viszont nem rendelkezik affinitással a D1 dopaminreceptor irányában. Nyugtató illetve mozgást gátló hatása csekély, hatását a dopamin iránt érzékennyé vált receptorokon fejti ki. Szorongást oldó hatása független dopamin antagonista hatásától. A tiaprid sem fizikai, sem pszichés függőséget nem okoz.

## Javallatok
- pszichotikus szindrómák: pszichomotoros nyugtalanság, agresszivitás, alkoholelvonási tünetek
- choreiform mozgások
- más módon nem kezelhető fájdalom csillapítása

## Ellenjavallatok
- tiaprid allergia
- Parkinson-kór
- prolactinfüggő tumor
- pheocromocytoma
- 7 éves kor alatt

Relatív ellenjavallat:
- szoptatás
- vesebetegség

## Mellékhatás
- Idegrendszeri: parkinsonismus, dyskinesia, akathisia, dystonia, álmosság, agitáció
- Endokrin: hyperprolactinaemia és annak következményei: galactorrhoea, gynaecomastia, oligo- vagy amenorrhoea, anorgasmia, impotencia

## Gyógyszerkölcsönhatás
Központi idegrendszerre szedatív hatást kifejtő szerekkel együttes alkalmazása kerülendő, mivel a hatás felerősödése, valamint légzésdepresszió léphet fel:
- alkohol
- ópiátok
- antiepileptikumok
- szedatívumok
- barbiturátok

Antagonista hatása lehet:
- dopamin antagonisták
- levodopa
- bromocriptin
- koffein

## Adagolás
- Szokásos adag: 1-4×100 mg;
- Predelírium, delírium: 4-12 amp/nap; Max: 1800 mg/nap

## Készítmények
- Tiapridal 100 mg tabl., 100 mg inj.

## Külső hivatkozások
- Pharmindex
- Tímár Júlia: Antipszichotikus hatású vegyületek (neurolepticumok, trankvillánsok) (Fürst Zs. szerkesztésében: Farmakológia), Medicina, Budapest, 2004, 354-368 o.